# Ormentjärnen
Ormentjärnen är en sjö i Härjedalens kommun i Hälsingland och ingår i Ljusnans huvudavrinningsområde. Sjön har en area på 0,104 kvadratkilometer och ligger 379,4 meter över havet.

## Delavrinningsområde
Ormentjärnen ingår i det delavrinningsområde (687587-145794) som SMHI kallar för Utloppet av Lilla Vänsjön. Medelhöjden är 383 meter över havet och ytan är 6,77 kvadratkilometer. Räknas de 4 avrinningsområdena uppströms in blir den ackumulerade arean 29,98 kvadratkilometer. Vällån som avvattnar avrinningsområdet har biflödesordning 3, vilket innebär att vattnet flödar genom totalt 3 vattendrag innan det når havet efter 190 kilometer. Avrinningsområdet består mestadels av skog (70 procent) och sankmarker (11 procent). Avrinningsområdet har 0,66 kvadratkilometer vattenytor vilket ger det en sjöprocent på 9,7 procent.